# Харлампиев, Анатолий Аркадьевич
Анато́лий Арка́дьевич Харла́мпиев (29 октября 1906, Смоленск, Российская империя — 16 апреля 1979, Москва, СССР) — исследователь боевых искусств мира и национальных видов борьбы народов СССР, один из создателей борьбы самбо. Заслуженный мастер спорта СССР, заслуженный тренер СССР. Отличник физической культуры (1947).
Его предшественниками в деле создания борьбы самбо были Виктор Афанасьевич Спиридонов и Василий Сергеевич Ощепков.

## Биография

### Происхождение

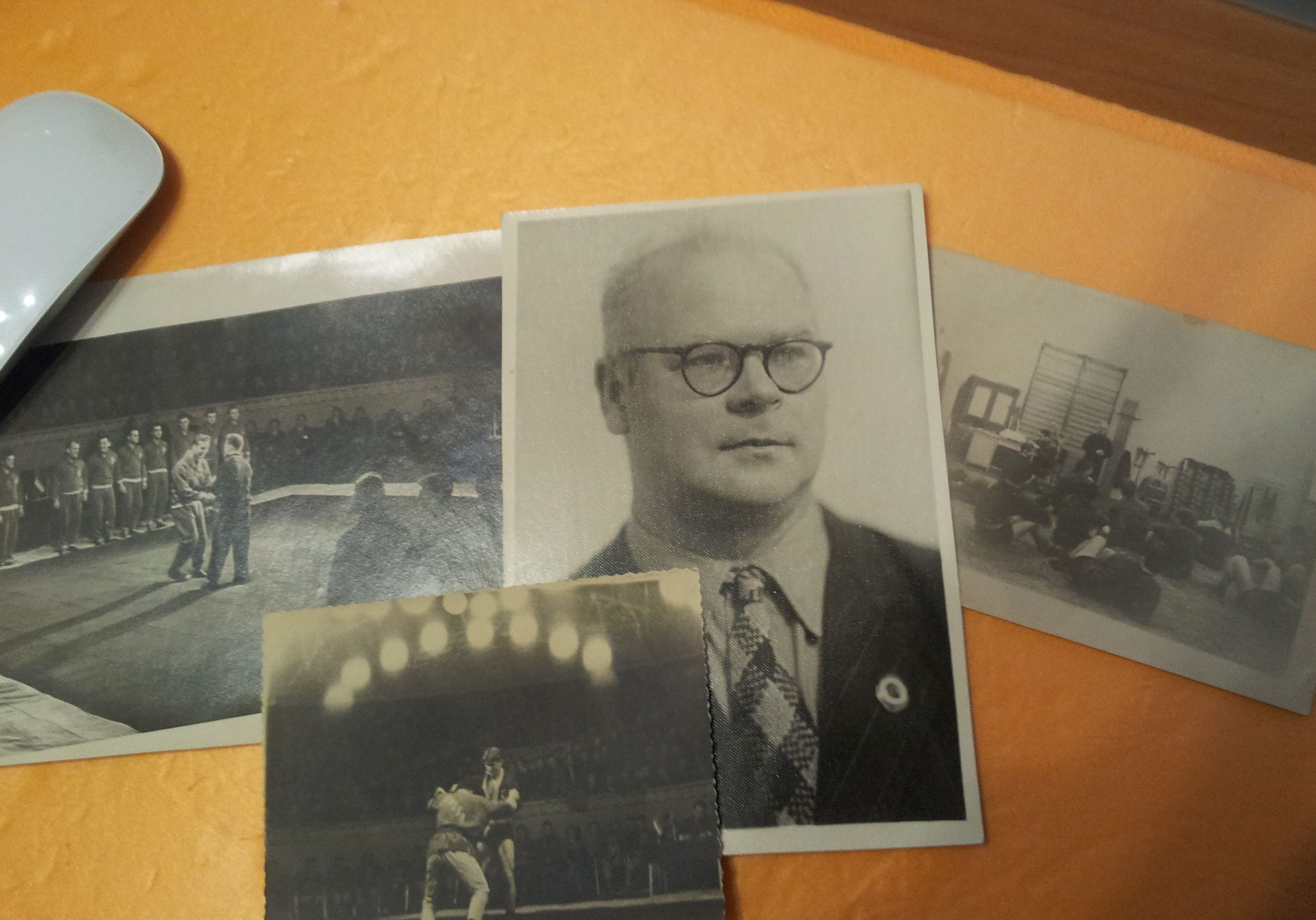
Несколько снимков (1957—1959) по самбо-тематике. В центре — фотопортрет А.А. Харлампиева (1959 г.). Справа — Анатолий Аркадьевич проводит тренировку со сборной МЭИ (1957 г.)

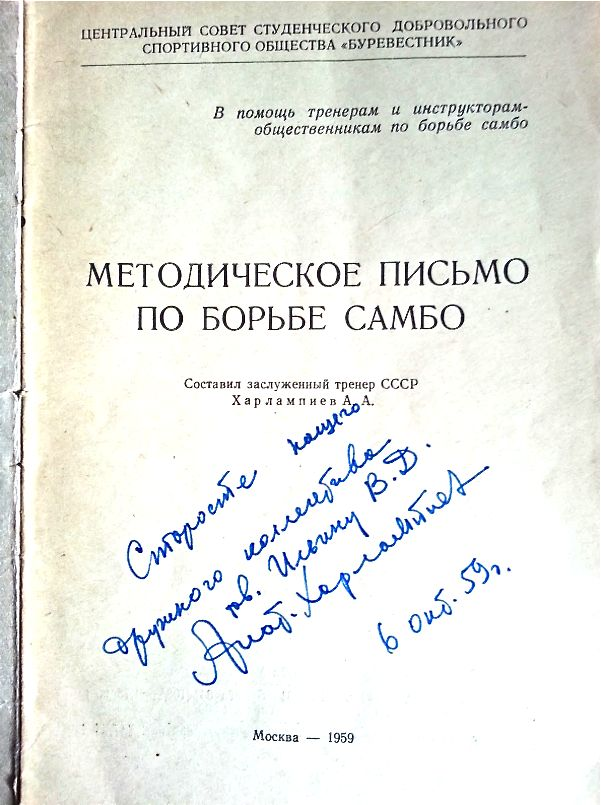
6 окт. 1959, Малаховка, Московская обл. Памятная подпись Анатолия Аркадьевича Харлампиева на методическом пособии, вручённом на Всесоюзном сборе тренеров по самбо

Книга Харлампиева

Дед А. А. Харлампиева — Георгий Яковлевич Харлампиев, был гимнастом и кулачным бойцом. Много лет собирал, изучал и классифицировал различные приёмы рукопашного боя, борьбы и самозащиты.
Отец — Аркадий Георгиевич Харлампиев (1888—1936) — с отличием окончил Академию художеств и для продолжения обучения был направлен в Париж (за государственный счёт). Через некоторое время из-за недостатка средств для продолжения учёбы начал выступать на профессиональном европейском ринге. Вернувшись в Россию, Аркадий Георгиевич стал популяризировать бокс.
Брат — Георгий (Гок) Аркадьевич Харлампиев, музыкант и известный альпинист.
С ранних детских лет Анатолия Харлампиева тренировали дед и отец. Уже в 6 лет он выступал в номере воздушных гимнастов под куполом цирка. В шестнадцать — был довольно разносторонним спортсменом и хорошо подготовленным борцом и боксёром.

### Образование
После школы окончил курсы спортивных инструкторов, в 1922 г. начал работать преподавателем физкультуры в Обществе строителей Международного Красного стадиона и Коммунистическом университете трудящихся Востока (КУТВ).
В 1936 г. окончил Государственный центральный ордена Ленина институт физической культуры (отделение дзюдо Василия Сергеевича Ощепкова). В 1935 г. В. С. Ощепков (из-за своей болезни) поручил своему ученику А. А. Харлампиеву вести секцию борьбы вольного стиля, созданную В. С. Ощепковым в этом институте. В том же году он способствовал назначению А. А. Харлампиева руководителем секции в московском дворце спорта «Крылья советов».

### Участие вВеликой Отечественной войне
С 1941 по 1945 гг. служил инструктором лечебной физкультуры в санитарном поезде. Награждён медалями «За победу над Германией» и «За победу над Японией».

### Профессиональная деятельность в послевоенные годы
С 1945 г. по 1952 г. работал старшим тренером по борьбе самбо Центрального Совета «Динамо» и старшим тренером по борьбе самбо ДСО «Крылья Советов» (Москва). С 1953 г. — старший преподаватель, а затем доцент кафедры физвоспитания Московского энергетического института (МЭИ), руководитель секции борьбы самбо.
Анатолий Аркадьевич подготовил десятки мастеров спорта СССР по самбо, среди которых четырёхкратный чемпион СССР Евгений Чумаков и трёхкратный чемпион СССР Альфред Каращук. Среди его учеников — выдающиеся тренеры-педагоги: заслуженный тренер СССР Евгений Чумаков, заслуженный тренер России по боевому самбо Валерий Волостных, заслуженный тренер России Виктор Голяков и многие другие. Е. М. Чумаков уже к 1960 году подготовил в своей «СКИФовской кузнице» (секции самбо Государственного центрального ордена Ленина института физической культуры) больше чемпионов СССР, чем любой тренер по борьбе самбо тех лет.

## Создание и становление борьбы самбо
А. А. Харлампиев и его предшественники в деле создания нового вида борьбы в одежде (Виктор Афанасьевич Спиридонов и Василий Сергеевич Ощепков) по-разному видели создаваемую ими борьбу. Харлампиев создавал «систему самбо», включающую спортивную подсистему (фундамент) и боевую (целевая прикладная надстройка). Спортивная подсистема в 1947 г. получила название борьбы самбо (или просто — самбо), а боевая — боевой раздел самбо или просто боевой раздел (такое название употреблялось до сер. 1990-х гг., пока не начали проводиться открытые вневедомственные соревнования по боевому самбо, поскольку легальное обучение «боевому разделу» до 1994 года было возможно только в силовых структурах, строго говоря, «боевой раздел» сам по себе не является соревновательной дисциплиной, он предназначен для нейтрализации и задержания опасных преступников в условиях отсутствия или невозможности применения служебного оружия). Фундаменту «системы самбо» Анатолий Аркадьевич уделял особое внимание, делал всё возможное для развития борьбы самбо как массового вида спорта. Он был уверен, что только хорошо освоившие спортивную борьбу самбо могут быть успешными в боевом самбо.
Создавая «систему самбо», Харлампиев тщательно изучал дзюдо и осваивал его на практике. В дзюдо он видел основание нового вида борьбы в одежде, обогащённого наиболее эффективными приёмами других видов борьбы. Дзюдо он осваивал под руководством Василия Сергеевича Ощепкова, который во время многолетнего пребывания в Японии тренировался в школе дзюдо Кодокан. В годы работы преподавателем физкультуры в Коммунистическом университете трудящихся Востока (КУТВ) и Обществе строителей Международного красного стадиона (ОСМКС) А. А. Харлампиев продолжал исследования различных видов борьбы. В те годы в КУТВе собралось немало профессиональных революционеров из Китая, Монголии и других стан Азии. Некоторые из них неплохо владели приёмами боевых искусств, и Анатолий Аркадьевич не упускал любую возможность освоить на практике (в тренировочных схватках) новые приёмы борьбы. Освоение, как правило, продвигалось довольно успешно, так как к тому времени А. А. Харлампиев хорошо владел приёмами разных видов борьбы. В его бойцовском арсенале была также техника английского бокса и фехтования. Освоению новых приёмов способствовало и то, что он был хорошим акробатом и альпинистом. Постижению сути борьбы (как науки и искусства) помогало изучение техники и тактики ведения поединков выдающимися борцами (Поддубным, Булем и др.).
В течение ряда лет Анатолий Аркадьевич ежегодно выезжал в республики СССР для изучения национальных видов борьбы. В Грузии он изучал чидаоба, в Азербайджане — гюлеш, в Бурятии — бухэ барилдаан, в Молдавии — трынту, в Якутии — хапсагай. Он также изучал методы тренировки и систематизировал приёмы борьбы. Принимал участие в соревнованиях по борьбе. По мотивам этих исследовательских путешествий А. А. Харлампиева в 1983-м году был снят фильм «Непобедимый». А. А. Харлампиев считал, что создаваемая им «система самбо» всегда должна развиваться, пополняя свой арсенал приёмов и методов тренировки.

### Признание нового вида борьбы
Благодаря усилиям Анатолия Аркадьевича вид борьбы, созданный им и его предшественниками (Виктором Афанасьевичем Спиридоновым и Василием Сергеевичем Ощепковым), в 1938 году был официально признан в СССР в качестве вида спорта, имеющего важное оборонное значение.
В том же году состоялся первый сбор тренеров борьбы в одежде, завершившийся Всесоюзной конференцией. На утреннем заседании (5 июля 1938 г.) был заслушан доклад старшего тренера А. А. Харлампиева «Основы советской борьбы вольного стиля», а на вечернем — его же доклад «О систематике советской борьбы вольного стиля». Результаты исследований, представленные А. А. Харлампиевым в его докладах, были обсуждены и одобрены. Подготовленные им материалы (содержавшие описание терминологии, приёмов и техники их подготовки и проведения, правил борьбы и методики её преподавания) было рекомендовано незамедлительно и повсеместно использовать как основу для учебно-методических пособий. Эти материалы стали ядром методологического обеспечения становления нового вида борьбы и документально оформленным основанием исторического приказа № 633 («О развитии борьбы вольного стиля») Всесоюзного комитета по делам физкультуры и спорта. 16 ноября 1938 года Всесоюзный комитет по делам физкультуры и спорта издал приказ № 633 «О развитии борьбы вольного стиля».
28-29 ноября 1938 года в Баку во Дворце спорта «Динамо» были проведены первые официальные соревнования, на которых Анатолий Харлампиев занял второе место в среднем весе (до 79 кг), а его ученик Евгений Чумаков стал победителем в наилегчайшем весе (до 56 кг).
В 1939 г. состоялся первый чемпионат СССР, на котором Евгений Чумаков стал чемпионом в полулёгком весе.
Начавшееся развитие нового вида спортивной борьбы было приостановлено Великой Отечественной войной. А.А. Харлампиев добровольцем ушёл на фронт, а после войны продолжил свою деятельность по развитию и распространению борьбы самбо.
С 1947 г. было продолжено проведение чемпионатов СССР по самбо. В том же году по инициативе А.А. Харлампиева был проведён второй всесоюзный сбор тренеров. На нём было решено новый вид борьбы в одежде, культивируемый в СССР, называть борьбой самбо (сокр. от «САМооборона Без Оружия»), а также создать Федерацию борьбы самбо. В 1949 году была выпущена книга Харлампиева «Борьба самбо», которая была раскуплена почти мгновенно. Росту числа занимающихся самбо способствовала спортивно-воспитательная работа с молодёжью, подростками и сотрудниками силовых структур в секциях самбо, которую проводил Харлампиев, будучи старшим тренером по борьбе самбо ДСО «Крылья Советов» (Москва) и ЦС «Динамо» (1945—1952).

### Тренерско-педагогическая работа вМЭИ
C 1953 года — старший преподаватель, а затем доцент кафедры физвоспитания МЭИ. Среди воспитанников А. А. Харлампиева были и перворазрядник по плаванию и водному поло Альфред Каращук (ставший мастером спорта СССР по самбо в 1957 году, чемпионом СССР по самбо в 1958, 1959 и 1961 году), и Игорь Рязанов, которому врачи вначале запрещали заниматься даже по программе основной группы физподготовки (который тоже станет мастером спорта СССР в 1957 году, а в последующие годы — неоднократным чемпионом ЦС «Буревестник» и призёром первенств Москвы).
Первое занятие в зале самбо начиналось в 9 утра, а последнее в 21 час. Вначале Анатолий Аркадьевич делил всю нагрузку с тренером Гайратом Абсалямовым. Затем, когда его ученики становились перворазрядниками и мастерами спорта, наиболее успешным из них Харлампиев предлагал на почасовой основе вести занятия в группах новичков. Каждое занятие начиналось с разминки (набор специальных упражнений на гибкость, растяжки и комплекс упражнений с гантелями). После разминки шло освоение способов безопасного падения и страховки соперника (в группах новичков). Далее тренер показывал новый приём (бросок в стойке, болевой приём, удержание и т. д.), который ученики сначала осваивали на несопротивляющемся партнёре. Потом они садились на ковёр и тренер назначал пары для тренировочной схватки. После неё тренер демонстрировал приёмы самозащиты от ударов кулаком, палкой и т. д. С ростом квалификации обучающихся планомерно изменялись и структура занятия, и время на его составляющие. Однако и при подготовке к соревнованиям команды МЭИ Харлампиев в первую часть тренировочных занятий всегда включал отработку техники подготовки и проведения приёмов. Только после этого занимались отработкой приёмов «личного комплекса» и проводили тренировочную схватку.
В 1958 году в Минске прошёл чемпионат СССР, в котором первые победы отпраздновали ученики А. А. Харлампиева из МЭИ: Вадим Избеков — в весе до 56 кг, а Альфред Каращук — до 77 кг. Юрий Заболоцкий стал серебряным призёром в весе до 85 кг.
За время работы в МЭИ Харлампиев подготовил десятки мастеров спорта СССР по самбо, среди которых:
- трёхкратный чемпион СССР в среднем весе (1958, 1959, 1961), кандидат технических наук Альфред Каращук;
- чемпион СССР в наилегчайшем весе (1958) Вадим Избеков;
- серебряный (1958) и бронзовый (1959) призёр чемпионатов СССР в полутяжёлом весе, кандидат технических наук Юрий Заболоцкий;
- бронзовый призёр (в весовой категории до 68 кг) чемпионата СССР 1979 года Виктор Голяков.

### Первые международные соревнования самбистов с дзюдоистами
В 1957 году команда венгерских дзюдоистов из клуба «Дожа» побывала в СССР. Она провела две матчевых встречи: первую — с самбистами 5-го райсовета «Динамо»; вторую — с командой студенческого общества «Буревестник», которую готовил А. А. Харалампиев. Были утверждены правила, по которым проводились обе встречи: были запрещены удушающие приёмы, разрешённые в спортивном дзюдо, но запрещённые в спортивном самбо, и болевые приёмы на ноги, разрешённые в самбо, но запрещённые в дзюдо. Дзюдоисты боролись в дзюдогах (кимоно, пояс, штаны), самбисты — в самбистских куртках и трусах. Часть дзюдоистов боролась босиком, некоторые — в борцовках; самбисты — в самбовках (специальных борцовках с мягкой подошвой). Первые в истории международные командные соревнования самбистов с дзюдоистами завершились победой самбистов со счётом 24:0.
В 1959 году спортивное руководство ГДР пригласило советских самбистов провести несколько матчевых встреч с дзюдоистами ГДР на их территории.
Формирование и подготовка советской команды (из самбистов общества «Динамо») были поручены Владлену Михайловичу Андрееву и Василию Фёдоровичу Маслову. Как и перед встречей с венгерскими дзюдоистами (в 1957 г.) договорились о приемлемых для обеих сторон правилах борьбы: дзюдоисты не применяют удушающие приёмы, самбисты не делают болевые приёмы на ноги. Форма спортивной одежды: дзюдоисты — в привычных для них дзюдогах, самбисты — в самбистских куртках и трусах.
Первая матчевая встреча состоялась в Берлине. Все схватки выиграли самбисты. Перед следующей встречей было решено предложить дзюдоистам ГДР не отказываться от удушающих приёмов. При этом самбисты по-прежнему не будут делать болевые приёмы на ноги. Следующие четыре матча провели по этим правилам: дзюдоисты использовали весь свой арсенал приёмов, а самбисты — только часть. Из сорока схваток (в Берлине, Франкфурте-на-Одере, Лейпциге и Дрездене) тридцать девять выиграли самбисты (39:1) и ещё раз доказали превосходство самбо (как системы борьбы в одежде).

### Борьба самбо на Всемирной выставке в Брюсселе
В 1958 году на Всемирной выставке в Брюсселе чемпионы СССР по борьбе самбо Генрих Шульц и ученик А. А. Харлампиева Альфред Каращук выступили в советском павильоне, где демонстрировали приёмы и показательные схватки.

### Часть самбистов становится дзюдоистами
В 1961 году Международный олимпийский комитет (МОК) включил дзюдо в программу Летних Олимпийских игр в Токио, в связи с чем руководство Федерации самбо СССР решило подготовить команду по дзюдо из самбистов.
Часть тренеров по самбо перешла в дзюдо, что А. А. Харлампиев воспринял очень болезненно.

### Международное признание борьбы самбо
В 1966 году борьба самбо была официально признана ФИЛА (Международная федерация объединённых стилей борьбы), в 1972 году в Риге состоялся первый открытый чемпионат Европы по борьбе самбо, а в 1973 году в Тегеране прошёл первый чемпионат мира.

## Смерть и память
Анатолий Аркадьевич Харлампиев скончался 16 апреля 1979 года. До конца своих дней он продолжал заниматься развитием самбо. Похоронен на Новодевичьем кладбище Москвы.
Первый Всесоюзный турнир по борьбе самбо памяти А. А. Харлампиева состоялся 10-11 октября 1980 года в Москве (в универсальном спортивном зале «Дружба»). Участвовали сборные команды союзных республик СССР и команда МЭИ. Начиная с 1982 года, эти соревнования стали международными. В 2012 г. был проведён 33-й международный турнир по самбо «Мемориал А. А. Харлампиева», получивший статус этапа кубка мира по самбо.
Для увековечения памяти об А. А. Харлампиеве:
- на здании библиотечного корпуса МЭИ (Красноказарменная ул., д. 13, стр. 1) установлена мемориальная доска Харлампиеву (скульптор — член-корреспондент Российской Академии художеств Салават Щербаков);
- одна из улиц «Новой Москвы» названа в честь А.А. Харлампиева (улица Харлампиева расположена на территории Филимонковского поселения);
- бюст Анатолия Харлампиева установлен на «Аллее героев спорта» РГУФКСМиТ;[5]
- 18 октября 2018 года при НИУ «МЭИ» открыт Институт развития самбо имени А.А. Харлампиева как базовая организация по развитию самбо в России и мире;
- 18 декабря 2020 года на Аллее Славы спортивного комплекса Лужники открыт мемориал основателям самбо В. А. Спиридонову, В. С. Ощепкову, А. А. Харлампиеву[6].

Памятные фотографии
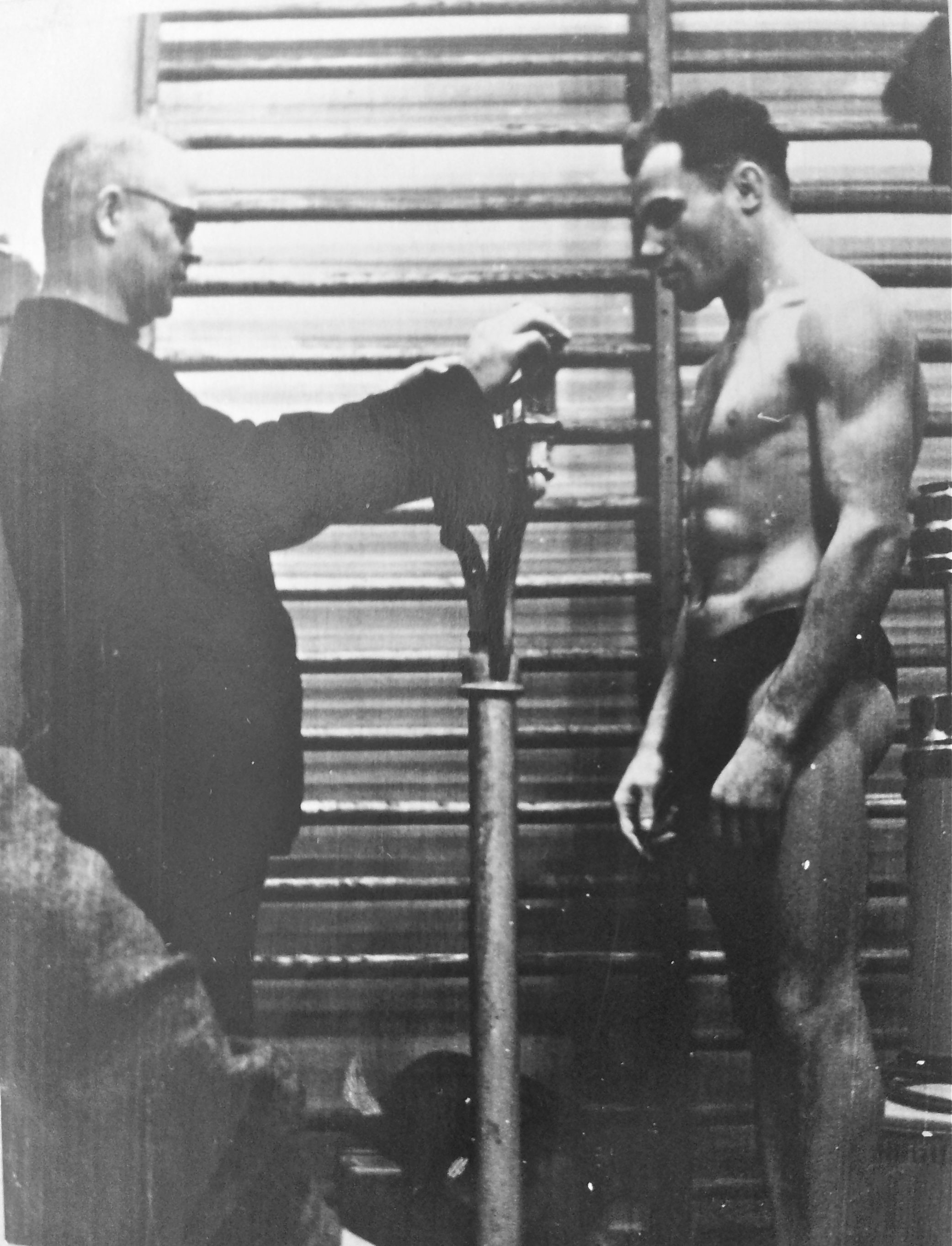
А.А. Харлампиев — главный судья командного первенства МЭИ. 1957 г. Зал самбо МЭИ.
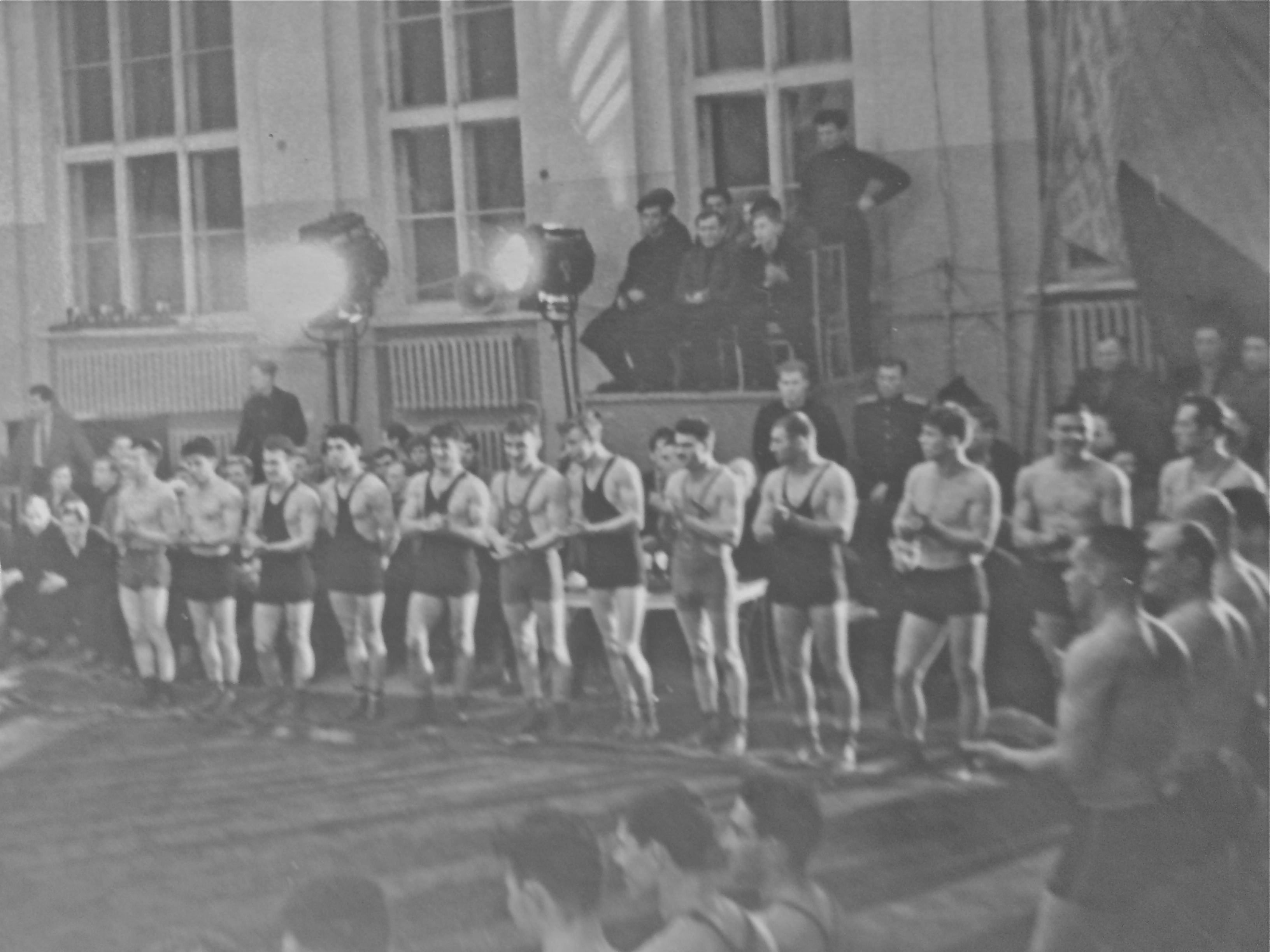
Чемпионат СССР по самбо 1958 г. Награждение призёров.
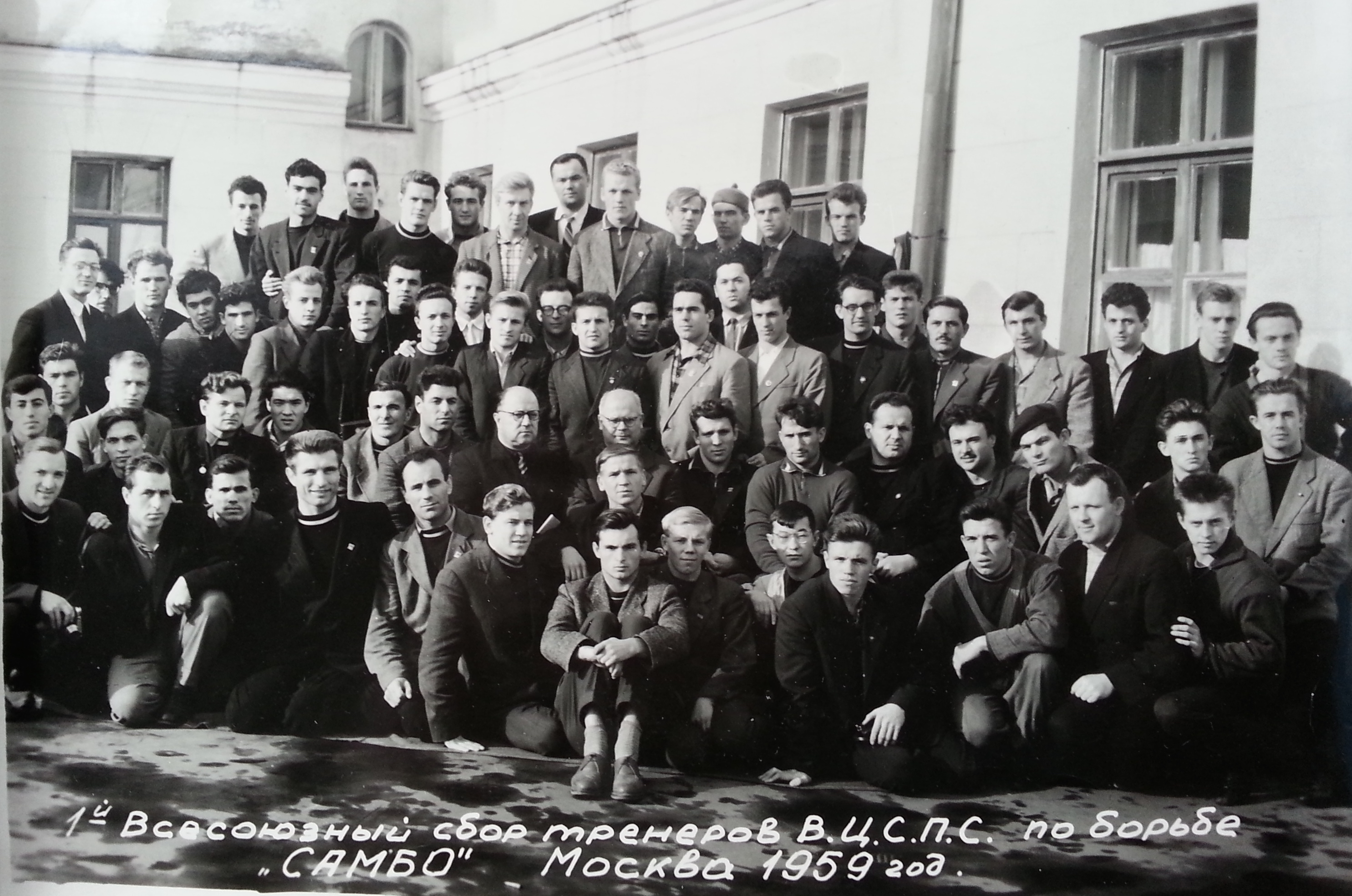
Первый сбор тренеров по самбо ВЦСПС СССР. 1959 г. Малаховка, Московская обл. Руководитель А.А. Харлампиев (в центре).

### Фильм "Непобедимый"
В качестве прототипа образа главного героя был взят Анатолий Аркадьевич Харлампиев. Инициалы главного героя специально совпадают с инициалами Харлампиева. Главную роль красноармейца Андрея Хромова сыграл Андрей Ростоцкий. Режиссёром фильма выступил Юрий Борецкий. Фильм посмотрели 29 миллионов человек, что способствовала росту популярности самбо в СССР. Фильм закачивается цитатой Харлампиева:
Каждый человек наделен огромным запасом творческих сил, но у большинства людей они дремлют неразбуженными. Пробудить эти силы - и есть наша самая главная задачаАнатолий Харлампиев

## Награды
- Орден «Знак Почёта» (27.04.1957) — «за успехи, достигнутые в деле развития массового физкультурного движения в стране, повышения мастерства советских спортсменов, и успешное выступление на международных соревнованиях»

## Книги А. А. Харлампиева
- Харлампиев А. А. Борьба САМБО. — М.: «Физкультура и спорт», 1949. — 182 с.[8]
- Харлампиев А. А. Тактика борьбы САМБО. — М.: «Физкультура и спорт», 1958.
- Харлампиев А. А. Борьба САМБО. — М.: «Физкультура и спорт», 1964. — 388 с.
- Харлампиев А. А. Система САМБО (сборник документов и материалов, 1933—1944). — М.: Журавлёв, 2003. — 160 с.

## Звания
- Заслуженный мастер спорта СССР (1947)
- Заслуженный тренер СССР (1958)